# 内村俊太
内村 俊太（うちむら しゅんた、1991年8月1日 - ）は、岩手県出身のフットサル選手。湘南ベルマーレフットサルクラブに所属。

## 来歴
中学生時代は盛岡市内所在の見前フットボールクラブでプレー。江南義塾盛岡高等学校ではサッカー部に所属。高校1年時に第62回国民体育大会サッカー競技に岩手県代表メンバーの一員として出場した。
2010年、高校卒業後フットサルに転向しFリーグ・ステラミーゴいわて花巻の下部組織stellAmigo/AMVに入団。その後U-24フットサル日本代表候補に選出されるなどの実績を評価されシーズン途中にトップチームに入団した。
2011年、フットサル日本代表候補に初選出された。
2012年、湘南ベルマーレフットサルクラブへ移籍。
2013年、フットサル日本代表に選出され、韓国で行われた2013年アジアインドア・マーシャルアーツゲームズに出場、日本代表デビュー戦となったサウジアラビア戦で代表初ゴールも決めた。
2014年9月16日、17歳の無職少女にわいせつな行為をしたとして、神奈川県青少年保護育成条例違反により神奈川県警に逮捕され、18日にクラブとの選手契約解除、Fリーグの選手登録を抹消された。
2016年、リスクマネジメント委員会より、「選手登録可」との答申を受け。湘南ベルマーレフットサルクラブの下部組織関東フットサルリーグ2部に所属するP.S.T.C.LONDRINAで復帰。チームのリーグ優勝1部昇格に貢献し関東フットサルリーグ2部MVPを受賞した。
2017年、湘南ベルマーレフットサルクラブへ復帰。

## 所属クラブ

### サッカー
- 見前FC
- 2007年 - 2009年 江南義塾盛岡高等学校

### フットサル
- 2010年 stellAmigo/AMV
- 2010年11月 - 2012年 ステラミーゴいわて花巻
- 2012年 - 2014年 湘南ベルマーレフットサルクラブ
- 2016年 P.S.T.C.LONDRINA
- 2017年 - 湘南ベルマーレフットサルクラブ

## 個人成績
| 国内大会個人成績 | 国内大会個人成績 | 国内大会個人成績 | 国内大会個人成績 | 国内大会個人成績 | 国内大会個人成績 | 国内大会個人成績 | 国内大会個人成績 | 国内大会個人成績 | 国内大会個人成績 | 国内大会個人成績 | 国内大会個人成績 |
| 年度             | クラブ           | 背番号           | リーグ           | リーグ戦         | リーグ戦         | リーグ杯         | リーグ杯         | オープン杯       | オープン杯       | 期間通算         | 期間通算         |
| 年度             | クラブ           | 背番号           | リーグ           | 出場             | 得点             | 出場             | 得点             | 出場             | 得点             | 出場             | 得点             |
| 日本             | 日本             | 日本             | 日本             | リーグ戦         | リーグ戦         | オーシャン杯     | オーシャン杯     | 全日本選手権     | 全日本選手権     | 期間通産         | 期間通産         |
| ---------------- | ---------------- | ---------------- | ---------------- | ---------------- | ---------------- | ---------------- | ---------------- | ---------------- | ---------------- | ---------------- | ---------------- |
| 2010             | AMV              | 8                | 北東北2部        | 10               | 16               | -                | -                | -                | -                | 10               | 16               |
| 2010-11          | 花巻             | 17               | Fリーグ          | 8                | 0                | 0                | 0                | 3                | 1                | 11               | 1                |
| 2011-12          | 花巻             | 7                | Fリーグ          | 20               | 5                | 1                | 0                | 3                | 1                | 24               | 6                |
| 2012-13          | 湘南             | 30               | Fリーグ          |                  |                  |                  |                  |                  |                  |                  |                  |
| 2013-14          | 湘南             | 11               | Fリーグ          |                  |                  |                  |                  |                  |                  |                  |                  |
| 2014-15          | 湘南             | 11               | Fリーグ          |                  |                  |                  |                  |                  |                  |                  |                  |
| 2016             | PSTC             | 20               | 関東2部          | 11               | 8                | -                | -                | -                | -                | 11               | 8                |
| 2017-18          | 湘南             | 2                | Fリーグ          |                  |                  |                  |                  |                  |                  |                  |                  |
| 通算             | 日本             | 日本             | Fリーグ          | 28               | 5                | 1                | 0                | 6                | 2                | 35               | 7                |
| 通算             | 日本             | 日本             | 北東北2部        | 10               | 16               | -                | -                | -                | -                | 10               | 16               |
| 通算             | 日本             | 日本             | 関東2部          | 11               | 8                | -                | -                | -                | -                | 11               | 8                |
| 総通算           | 総通算           | 総通算           | 総通算           | 49               | 29               | 1                | 0                | 6                | 2                | 56               | 31               |

## タイトル

### 個人
- 関東フットサルリーグ2部MVP：1回（2016年）

## 代表歴
- 2010年　
  - U-21フットサル日本代表候補[7]
  - U-24フットサル日本代表候補[8]
- 2011年　
  - フットサル日本代表候補[9]
- 2013年　
  - フットサル日本代表 - 2013年アジアインドア・マーシャルアーツゲームズ
- 2014年
  - フットサル日本代表 - 2014 AFCフットサル選手権